# Erik Janiš

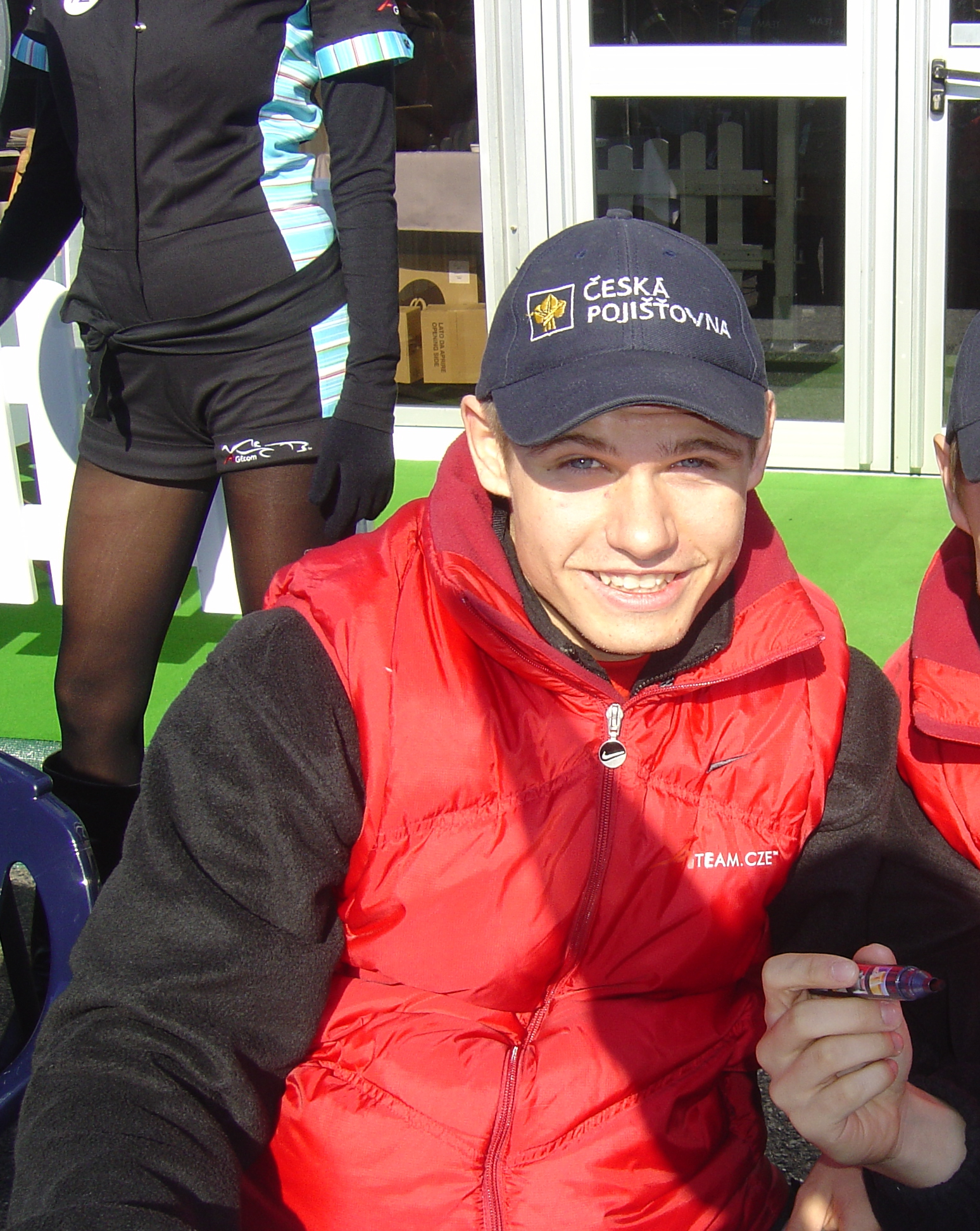

Erik Janiš (Olomouc, 23 september 1987) is een Tsjechisch autocoureur die anno 2010 in de International Formula Master rijdt. Zijn beste prestatie is het winnen van de rookietitel in de Formule 3 Euroseries. Zijn manager is Antonín Charouz.

## Loopbaan
- 2003: Formule BMW ADAC, team onbekend.
- 2006: Ceska Pojistovna, Škoda Octavia Cup, team onbekend (2 overwinningen).
- 2006: Supercopa SEAT Leon Germany, team Konrad Motorsport (4 races).
- 2007: International Formula Master, team ISR Racing (4 races).
- 2007: Ceska Pojistovna, Škoda Octavia Cup, team onbekend (4 overwinningen, kampioen).
- 2007: FIA GT3, team S-Berg Racing (4 races).
- 2007-08: A1GP, team A1 Team Tsjechië (6 races).
- 2008: Formule 3 Euroseries, team Mücke Motorsport.
- 2009: International Formula Master, team ISR Racing.

## A1GP resultaten
| Jaar    | Inschrijving     | 1          | 2          | 3          | 4          | 5          | 6          | 7       | 8       | 9       | 10      | 11      | 12      | 13      | 14      | 15      | 16      | 17      | 18      | 19      | 20      | Rang | Punten |
| ------- | ---------------- | ---------- | ---------- | ---------- | ---------- | ---------- | ---------- | ------- | ------- | ------- | ------- | ------- | ------- | ------- | ------- | ------- | ------- | ------- | ------- | ------- | ------- | ---- | ------ |
| 2007-08 | A1 Team Tsjechië | NED SPR 15 | NED FEA 10 | CZE SPR 18 | CZE FEA 12 | MAL SPR 15 | MAL FEA 15 | ZHU SPR | ZHU FEA | NZL SPR | NZL FEA | AUS SPR | AUS FEA | RSA SPR | RSA FEA | MEX SPR | MEX FEA | SHA SPR | SHA FEA | GBR SPR | GBR FEA | 19   | 10     |